# Mali Tauixkan
Mali Tauixkan (en rus: Малый Таушкан) és un poble de l'óblast de Sverdlovsk, a Rússia, segons el cens del 2010 tenia 22 habitants.